# Берегаево
Берегаево — посёлок в Тегульдетском районе Томской области России. Административный центр Берегаевского сельского поселения. Население 800 чел. (2021) .

## География
Находится на востоке региона, на границе с Красноярским краем, на реке Чулым.
Климат
Находится на территории, приравненной к районам Крайнего Севера.

## История
Основан в 1900 г. В 1926 году деревня Берегаево состояла из 27 хозяйств, основное население — русские. В административном отношении входила в состав Хохлаевского сельсовета Зырянского района Томского округа Сибирского края.
В соответствии с Законом Томской области от 9 сентября 2004 года № 197-ОЗ посёлок возглавил образованное муниципальное образование Берегаевское сельское поселение.

## Население
| 2002 | 2010 | 2012 | 2013 | 2014 | 2015 | 2021 |
| ---- | ---- | ---- | ---- | ---- | ---- | ---- |
| 1135 | ↘845 | ↘814 | ↘813 | ↘799 | ↘781 | ↗800 |

## Известные жители
Бауэр, Владимир Анатольевич (1946—2007), российский политический и общественный деятель, футбольный функционер, деятель Всесоюзного общества советских немцев «Возрождение», родился в Берегаево.

## Инфраструктура
МКОУ Берегаевская средняя общеобразовательная школа

## Транспорт
Дорога местного значения Берегаевский свёрток — Красная Горка.